# Martin Biterich

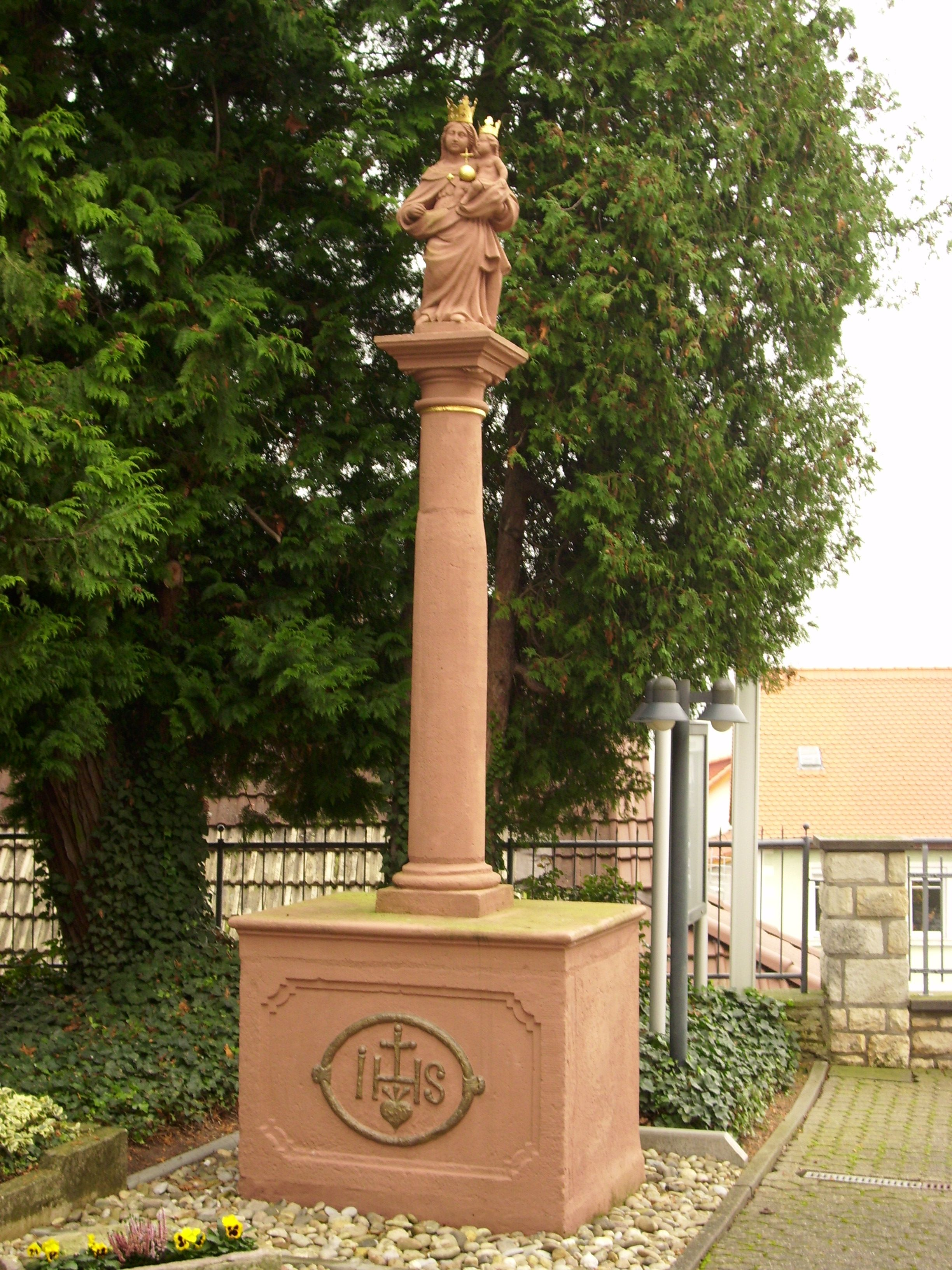
Barocke Mariensäule, Skulptur vor 1760 von Martin Biterich, Mainz

Martin Biterich (auch Bitterich, eigentl. Pitterich; * 28. September 1691 in St. Jakob am Arlberg im Stanzertal, Tirol; † 1759 in Mainz) war ein Mainzer Bildhauer der Barockzeit, der nahezu ausschließlich Heiligenfiguren anfertigte.

## Leben
Martin Biterich wurde als Sohn des Viktor Pitterich und dessen Ehefrau Maria Mungenast geboren. Sein Bruder Felix ließ sich in Moosburg an der Isar/Bayern als Bildhauer nieder; sein Bruder Michael in Mannheim. Seine Schwester Anna war Klosterfrau in Heidelberg.
Im Jahre 1713 heiratete Martin Biterich in Mainz Maria Sabina Beschauf († 1750), die Tochter eines ebenfalls zugewanderten, tüchtigen Stuckateurs Sebastian Beschauf. Am 6. Dezember des gleichen Jahres erwarb Martin Biterich das Mainzer Bürgerrecht.
Das Ehepaar ließ zwischen 1715 und 1731 in Mainz seine acht Kinder taufen, darunter auch Johann Georg Biterich (* 1724 oder 1729 in Mainz; † 1789 in Mainz), der die Werkstatt seines Vaters später sehr erfolgreich weiterführte.
Martin Biterich hatte im Jahre 1747 die Adressen Lotharstraße 8 (wahrscheinlich Wohnhaus) und Große Bleiche 44 (wahrscheinlich Werkstatt) und verstarb 1759 in Mainz.

## Werk
Martin Biterich wird die außerordentlich hohe Zahl von insgesamt etwa 350 eigenhändigen Bildwerken in Stein und Holz zugeschrieben, die im Rhein-Main-Gebiet noch heute erhalten sind. Martin Biterichs Werke zeichnen sein routinierter Stil und eine effektvolle Wirkung aus. Da seine Heiligenfiguren keine ekstatischen Gebärden aufweisen, fielen sie im 19. Jahrhundert nicht dem veränderten Zeitgeschmack zum Opfer und sind daher in so großer Zahl auf uns gekommen.
Wie zeitgenössische Verträge belegen, waren die Figuren Martin Biterichs nicht teuer, weshalb in 81 belegten Fällen Stadt- und Landgemeinden sowie in 10 Fällen Bürgerfamilien seine Auftraggeber waren. Auffallend oft hat Martin Biterich für Bettelorden gearbeitet: so z. B. für die Franziskaner von Kloster St. Wolfgang in Bad Kreuznach (heute Heimatwissenschaftliche Zentralbibliothek des Landkreises Bad Kreuznach); für die Kapuziner in Bensheim und Bingen sowie für die Karmeliten vom sogenannten Schwarz-Kloster in Bad Kreuznach (heute kath. Pfarrkirche St. Nikolaus), sowie für das ehemalige Karmeliterkloster in Simmern/Hunsrück (heute kath. Pfarrkirche St. Josef).